# Stadio Bruno Recchioni
Lo Stadio Bruno Recchioni già denominato dal 1932 al 1934 Stadio polisportivo del Littorio e dal 1934 al 1946 Stadio Sandro Italico Mussolini, è il principale impianto sportivo della città di Fermo e ospita le partite interne della Fermana.

## Storia
Inaugurato nel 1934, dal ministro Araldo di Crollalanza (ma in utilizzo già dalla stagione 1932-1933 come "Polisportivo del Littorio" senza la copertura della tribuna centrale, completata nel 1933) e intitolato dal 1934 a Sandro Italico Mussolini, dal 1946 è stato intitolato a Bruno Recchioni, calciatore fermano morto il 24 settembre 1943 nell'isola di Cefalonia in Grecia assieme ad altri cinquemila italiani della Divisione Acqui, uccisi dai nazisti perché si rifiutarono di consegnare le armi dopo l'armistizio dell'8 settembre 1943 durante la seconda guerra mondiale.
Della struttura originaria del 1933–34 resta solo la tribuna centrale storica in cemento armato, vincolata dalla Soprintendenza perché rappresenta una costruzione particolarmente avveniristica e tecnicamente interessante per l'epoca (copertura a sbalzo in cemento armato con tiranti metallici), nonché l'arco-pensilina e la scalinata di ingresso su viale Trento (tutte progettate dall'architetto Lino Fagioli).
Le tribune laterali in cemento armato sono state costruite nel 1994, coperte nel 1998, le due curve (la ovest in cemento e la est in metallo) e il blocco sud nel 1999 per la profonda ristrutturazione dell'impianto in occasione della promozione in Serie B della Fermana; in quella circostanza la capienza totale è stata elevata a 8920 posti (di cui solo 8020 accessibili a pagamento), la dimensione del rettangolo di gioco allargata a 105x68 e lo stadio fu dotato di impianto di illuminazione artificiale (con alimentazione autonoma attraverso un gruppo elettrogeno) che eroga fino a 700 lux, idoneo per dirette televisive con riprese digitali ad alta definizione.
Le caratteristiche dell'impianto di illuminazione, le dimensioni del terreno di gioco (che può essere portato a 105x68, anche se nell'utilizzo corrente la larghezza è di 66 metri), la separazione interna con vetri antisfondamento e altre caratteristiche rendono l'impianto idoneo, secondo le norme NOIF della Federcalcio e dell'UEFA, per gare ufficiali UEFA e delle Rappresentative Nazionali di calcio aderenti all'UEFA.
All'inizio della stagione 2017-2018, per il ritorno in Serie C della Fermana, principale società utilizzatrice dello stadio, l'impianto è stato dotato di recinzione fissa di prefiltraggio e di impianto di videosorveglianza, obbligatori per legge in caso di disputa della serie C. 
Nel 2017 la capienza autorizzata è stata limitata a 7500 posti perché al di sopra di suddetta soglia è obbligatoria anche in Serie C l'installazione dei tornelli, di cui è ancora privo.
Nel 2018 lo stadio è stato dotato di un secondo generatore elettrico per l'impianto di illuminazione principale.

## Partite ospitate
Il 16 ottobre 1999 una rappresentativa nazionale ha fatto il suo esordio al Comunale di Fermo: l'Under-21 di Serie B, allenata da Renato Zaccarelli e Pisano (quest'ultimo ex giocatore della Fermana), gioca un'amichevole con la Fermana per inaugurare il rinnovato stadio comunale. Termina 2-1 per gli Azzurri (reti di Fabio Di Venanzio per la Fermana e doppietta di Nazzareno Tarantino per l'Under-21).
L'11 ottobre 2000 lo stadio ospitò una partita di qualificazione della Nazionale Under-21 contro la Georgia, terminata con una vittoria degli Azzurrini per 3-2 (reti azzurre di Alex Pinardi, Antonio Cassano ed Enzo Maresca). Fu l'ultima panchina azzurra per Marco Tardelli.
Il 15 novembre 2005, sotto un temporale di rara intensità, la Nazionale Under-21 allenata da Claudio Gentile si impose per 1-0 sull'Ungheria, grazie a un gol del viola Giampaolo Pazzini.

Il 16 settembre 2007 lo stadio ha ospitato una partita valevole per le Qualificazioni al campionato europeo di calcio Under-21 2009 tra l'Italia allenata da Pierluigi Casiraghi e l'Azerbaijan, terminata 5-0 per gli Azzurrini.

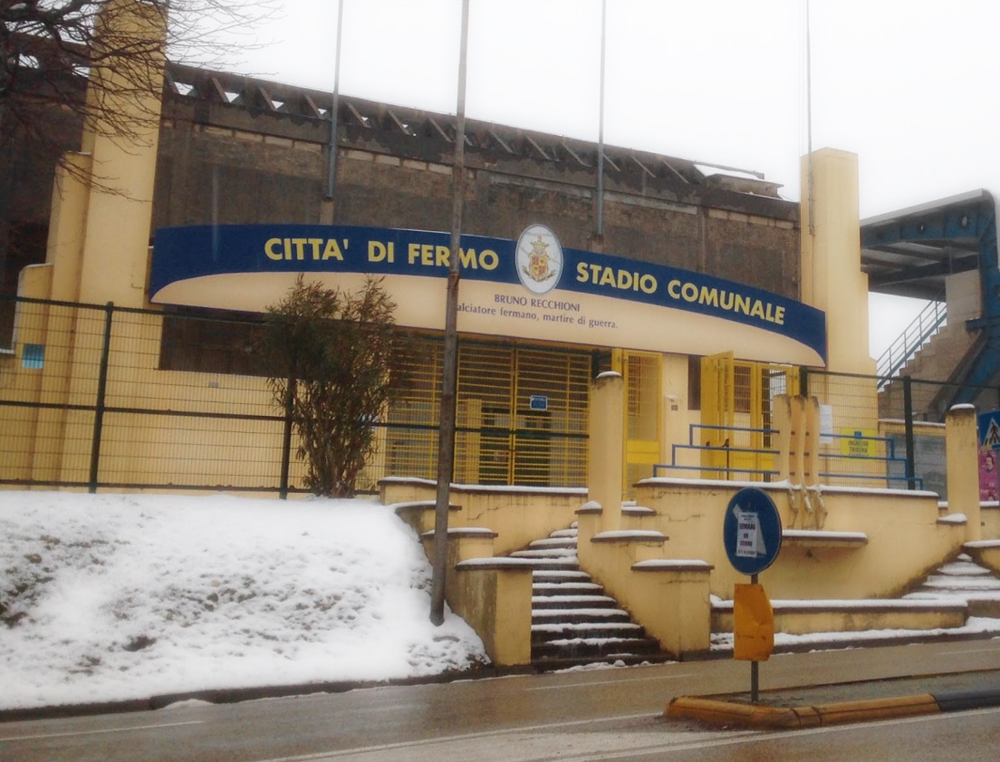
Tribuna centrale

Il 17 novembre 2010 qui si è disputata l'amichevole Under 21 Italia-Turchia, terminata col punteggio di 2-1 (doppietta di Federico Macheda), partita che sancì l'esordio sulla panchina italiana del neo C.T. Ciro Ferrara.

## Settori dello Stadio
L'impianto ha una capienza totale di 8.920 posti (tutti a sedere), di cui accessibili a pagamento solo 8.020, suddivisi in 7 settori:
- Tribuna Centrale  (350 posti);
- Tribuna Laterale Ovest (900 posti);
- Tribuna Laterale Est  (900 posti);
- Curva Duomo/Ovest  (4.000 posti);
- Curva Mare/Est  (1.870 posti) riservata alla tifoseria ospite;
- Tribuna Sud  (circa 900 posti accessibili solo con accredito, stampa e non);
- Tribuna Stampa  (circa 100 posti, accessibili solo con accredito).

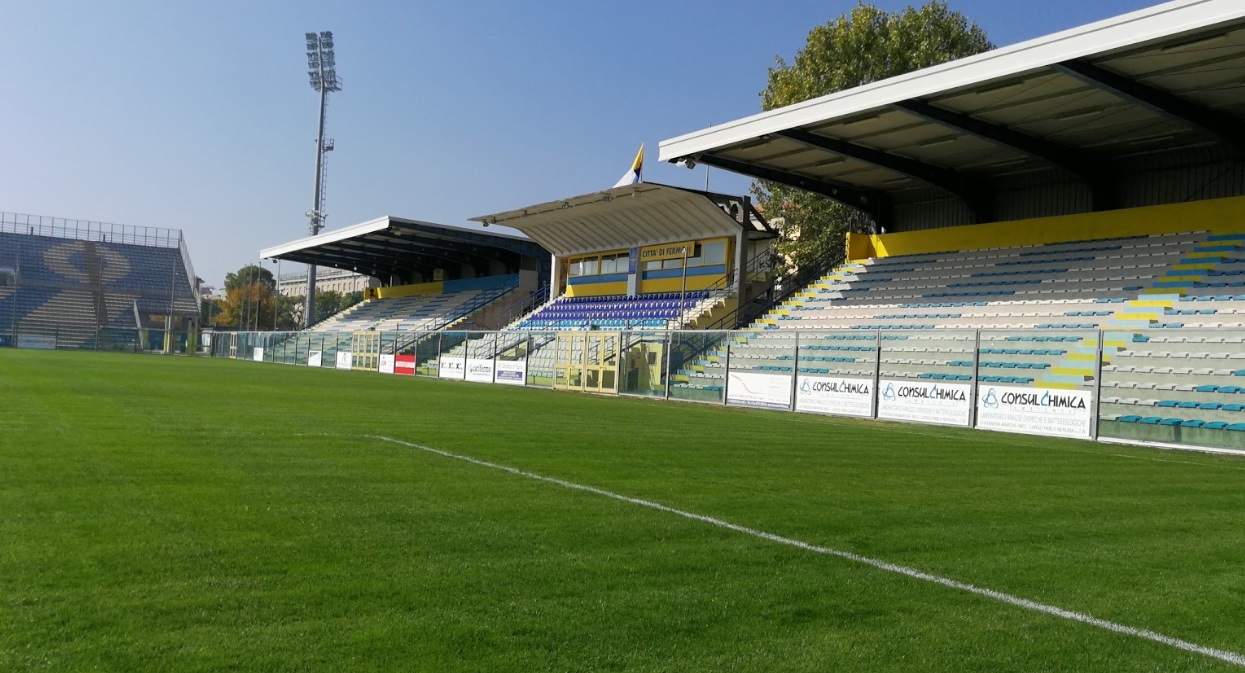
Tribune Laterali
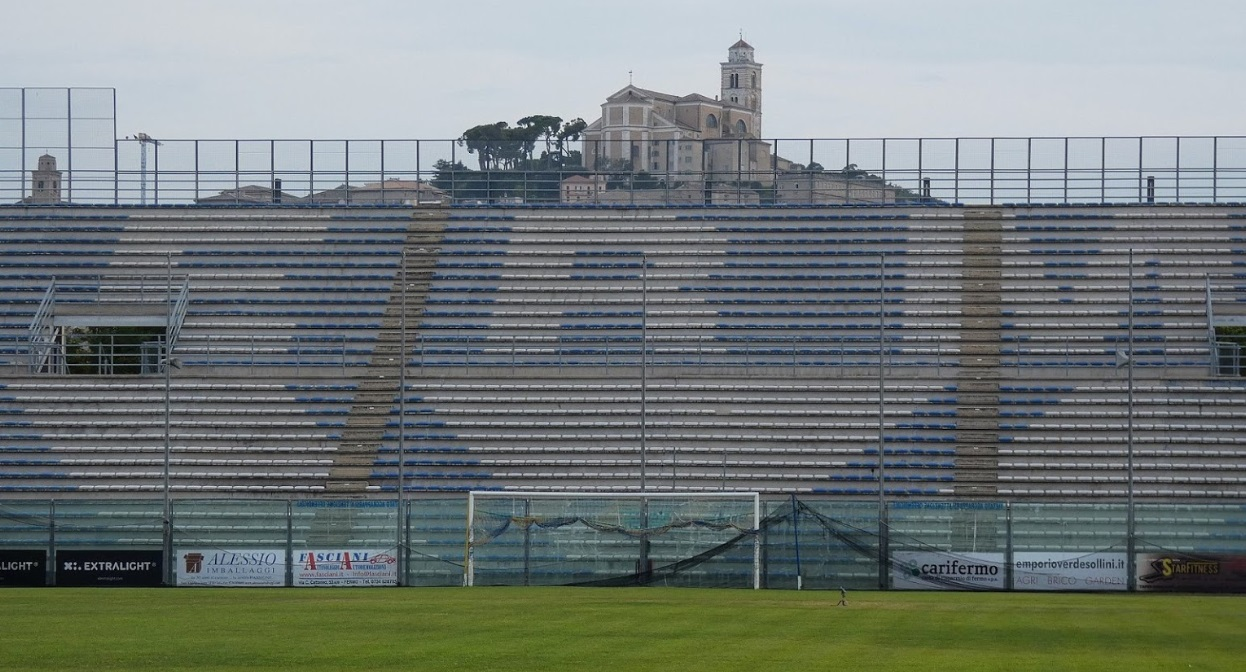
Curva Ovest/Duomo
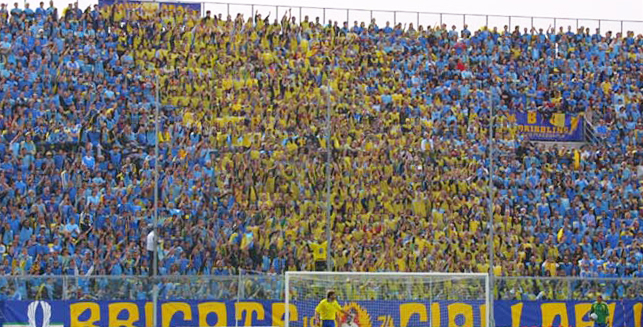
Il tifo della "Duomo"
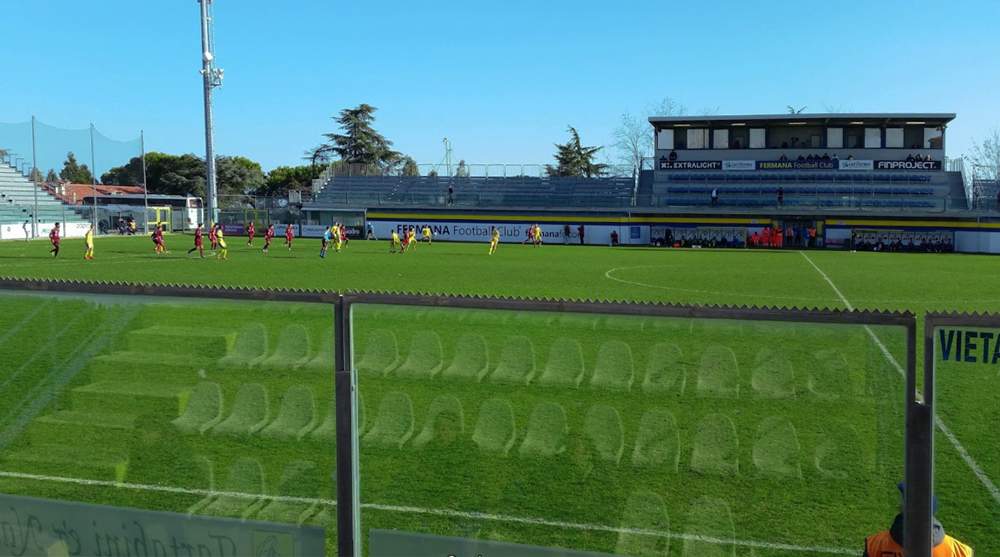
Tribuna Stampa

## Come raggiungere l'impianto
- Dalla stazione ferroviaria Porto San Giorgio - Fermo (6 km / 10 min) percorrere Viale Felice Cavallotti, poi Viale Don Giovanni Minzoni, infine Via Domenico Collina (Porto San Giorgio - Fermo).
- Dall'uscita dell'A14 Fermo - Porto San Giorgio (7 km / 11 min) 2ª uscita della prima rotonda, 3ª uscita della rotonda successiva imboccando la Strada Provinciale 87 (Salvano), quindi la Provinciale 16 (Castiglionese).
- Dall'aeroporto Ancona - Falconara (76 km / 50 min) immettersi in A14 (Ancona Nord - Jesi) fino all'uscita Fermo - Porto San Giorgio.